# ノーネーム・ジェーン
ノーネーム・ジェーン（Noname Jane）は、アメリカ合衆国のポルノ女優である。本名エイダ・メイ・ジョンソン（Ada Mae Johnson）。旧芸名バイオレット・ブルー（Violet Blue）、バイオレッタ・ブルー（Violetta Blue）。

## 来歴

### デビュー以前
ノーネーム・ジェーンはエイダ・メイ・ジョンソンとして1977年3月27日にワシントン州アバディーンに生まれ、同州のパシフィック・ビーチで育った。本人によれば7歳ごろから性的な経験をし始め、13歳の時、両親がビンゴに出かけている最中に初めての性交を行ったという。ノース・ビーチ高校に進学し、そこでチアリーダーとなる。16歳になるとマギックとウィッチクラフトを学び始め、21歳の時に「セレマの法」を中心的な宗教原理とする団体「東方聖堂騎士団」に入信する。

### アダルト産業におけるキャリア
彼女へのインタビューによると、ポルノフィルムに出演する前はユタ州ソルトレイクシティでストリッパーをしていたが、ポルノ雑誌が彼女に興味を示さなかったのでカリフォルニア州ロサンゼルスでポルノフィルムへの出演を始めた。彼女はバイオレット・ブルーとして300本以上のポルノ作品に出演している。そのうちいくつかはWicked Picturesとヴィヴィッド・エンターテインメントの製作である。マネジメントはタレント・エージェンシーのゴールド・スター・モデリングが行った。

### ワシントン州へ戻る
2005年4月、ジョンソンは、故郷であるワシントン州に翌月移り、夫はポルノ作家のストーニー・カーティスとの仕事のためにロサンゼルスに残る、と発表した。彼女の母親は家を購入していた。ジョンソンは病気の父親の面倒を見ることと、より健全な環境を息子に与えたかったと説明。引き続きゴールド・スター・モデリングに所属するとし「このポルノ・バレーに戻って仕事仲間に会えるか心配になるから、私向きの仕事を思いついたら連絡してね」と語った。
2006年8月、ジョンソンは、これからはポルノシーンで男性との演技はしないとEメールで表明、ボーイフレンドのディック・デンジャーとの1対1（一夫一婦）の関係を守りたいのでと理由を説明した。2007年5月、第2子となる娘を出産。ジョンソンはインターネットラジオ局のKSEXでRecipes For Sexという番組のホストを務めているが、2007年7月には、写真やビデオ撮影の際に使用した衣装や性具を出品する「思い出セール」を発表した。
2009年1月、ジョンソンはMyspaceのブログで男優とのポルノシーン出演を再開すると表明。翌2010年8月、ジョンソンはディック・デンジャー以外の男優とは共演しないとブログで表明、以前「男優との共演を再開する」とアナウンスしたにもかかわらず、その後誰とも共演していなかった。

## 商標権侵害の疑い
2007年10月、著述家のバイオレット・ブルーは、商標権の侵害と希釈、そして不公平な商慣行でジョンソンを連邦裁判所に告訴した。訴えは、ジョンソンは著述家ブルーのペルソナ（キャラクター）と、さらに登録商標名を盗用した疑いがあるとするもので、ジョンソン側は財政的理由から適切な防戦ができなかった。法廷はジョンソンに対し「バイオレット・ブルー」およびこれに類似する名前を使えなくする仮処分決定を下した。ジョンソンは替わりに「バイオレッタ・ブルー」を使い始めたが認められず、「ノーネーム・ジェーン」に変えることを余儀なくされた。

## 受賞歴
- 2002年 AVNアワード - AVN最優秀新人賞